# Championnat du Zimbabwe de football 2012
Navigation
Saison suivante Saison suivante
La saison 2012 du Championnat du Zimbabwe de football est la cinquantième édition de la première division professionnelle au Zimbabwe à poule unique, la National Premier Soccer League. Seize clubs prennent part au championnat qui prend la forme d'une poule unique où toutes les équipes se rencontrent deux fois au cours de la saison. En fin de saison, les quatre derniers du classement sont directement relégués et remplacés par les quatre vainqueurs des poules régionales de Division One.
C'est le club des Dynamos FC Harare, tenant du titre, qui remporte à nouveau le championnat cette saison après avoir terminé en tête du classement final, à égalité de points mais une meilleure différence de buts que le Highlanders FC et dix-neuf points d'avance sur un duo composé du Chicken Inn et de Monomotapa United. C'est le 20e titre de champion du Zimbabwe de l'histoire du club.

## Les clubs participants
| - Motor Action FC - CAPS United - Gunners FC - Quelaton FC - Promu de Division One - Buffaloes FC - Promu de Division One - Black Mambas FC - Hardbody FC - Promu de Division One - FC Platinum | - Highlanders FC - Dynamos FC Harare - Shabanie Mine - Harare City FC - Promu de Division One - Blue Ribbon - Chicken Inn - Monomotapa United - Hwange FC |

## Compétition
Le barème de points servant à établir le classement se décompose ainsi :
- Victoire : 3 points
- Match nul : 1 point
- Défaite : 0 point

### Classement
| Rang | Équipe             | Pts | J  | G  | N  | P  | Bp | Bc | Diff |
| ---- | ------------------ | --- | -- | -- | -- | -- | -- | -- | ---- |
| 1    | Dynamos FC HarareT | 69  | 30 | 21 | 6  | 3  | 58 | 15 | +43  |
| 2    | Highlanders FC     | 69  | 30 | 20 | 9  | 1  | 49 | 15 | +34  |
| 3    | Chicken Inn        | 50  | 30 | 13 | 11 | 6  | 39 | 23 | +16  |
| 4    | Monomotapa United  | 50  | 30 | 15 | 5  | 10 | 42 | 33 | +9   |
| 5    | Shabanie Mine      | 46  | 30 | 12 | 10 | 8  | 35 | 30 | +5   |
| 6    | Buffaloes FCP      | 44  | 30 | 11 | 11 | 8  | 25 | 24 | +1   |
| 7    | FC Platinum        | 43  | 30 | 12 | 7  | 11 | 40 | 39 | +1   |
| 8    | Motor Action FC    | 42  | 30 | 12 | 6  | 12 | 35 | 28 | +7   |
| 9    | Harare City FCP    | 40  | 30 | 9  | 13 | 8  | 24 | 24 | 0    |
| 10   | CAPS United        | 39  | 30 | 10 | 9  | 11 | 28 | 30 | -2   |
| 11   | Hwange FC          | 36  | 30 | 10 | 6  | 14 | 49 | 47 | +2   |
| 12   | Black Mambas FC    | 34  | 30 | 9  | 7  | 14 | 34 | 42 | -8   |
| 13   | Gunners FC         | 34  | 30 | 10 | 4  | 16 | 27 | 36 | -9   |
| 14   | Blue Ribbon        | 25  | 30 | 6  | 7  | 17 | 30 | 64 | -34  |
| 15   | Hardbody FCP       | 24  | 30 | 6  | 6  | 18 | 26 | 48 | -22  |
| 16   | Quelaton FCP -3    | 11  | 30 | 3  | 5  | 22 | 15 | 58 | -43  |

|  | Qualification pour la Ligue des champions 2013                                           |
|  | Relégation en deuxième division                                                          |
|  | T : Tenant du titre C : Vainqueur du Trophée de l'Indépendance P : Promu de Division One |

- Quelaton FC reçoit une pénalité de 3 points pour avoir aligné un joueur normalement suspendu lors de la rencontre de la 22e journée face à Motor Action.
- En terminant deuxième du classement final, Highlanders FC aurait dû se qualifier pour la Ligue des champions de la CAF 2013 mais le club est suspendu de toute compétition continentale par la CAF à la suite de son forfait lors de la Coupe de la confédération 2011. Cette décision ne donne droit à aucun remplacement par un autre club zimbabwéen.

## Bilan de la saison
| Championnat du Zimbabwe de football 2012 |                               |
| Champion                                 | Dynamos FC Harare (20e titre) |
| Coupes et trophées                       |                               |
| Vainqueur du Trophée de l'Indépendance   | FC Platinum                   |
| Qualifications continentales             |                               |
| Ligue des champions 2013                 | Dynamos FC Harare             |
| Coupe de la confédération 2013           | Aucun                         |
| Promotions et relégations                |                               |
| Promus en National Premier Soccer League | Black Rhinos FC               |
| Promus en National Premier Soccer League | How Mine FC                   |
| Promus en National Premier Soccer League | Triple B FC                   |
| Promus en National Premier Soccer League | Triangle FC                   |
| Relégués en Division One                 | Gunners FC                    |
| Relégués en Division One                 | Blue Ribbon                   |
| Relégués en Division One                 | Hardbody FC                   |
| Relégués en Division One                 | Quelaton FC                   |